# For Sentimental Reasons (album)
For Sentimental Reasons è il quarto album della cantante jazz Ella Fitzgerald, pubblicato dalla Decca nel 1955.

## Descrizione
L'album è composto da dodici brani composti e registrati tra il 1944 e il 1952 e vede la partecipazione di diversi musicisti e orchestre.

## Tracce
1. (I Love You) For Sentimental Reasons – 3:13 (William Best, Deek Watson)
2. Guilty – 3:14 (Richard A. Whiting, Harry Akst, Gus Kahn)
3. It's Too Soon to Know – 2:36 (Deborah Chessler)
4. Baby Doll – 3:18 (Johnny Mercer, Harry Warren)
5. Mixed Emotions – 3:18 (Stuart F. Louchheim)
6. That Old Feeling – 2:28 (Sammy Fain, Lew Brown)
7. I'm Confessin' (That I Love You) – 3:24 (Al Neiburg, Doc Daugherty)
8. A Sunday Kind of Love – 3:23 (Barbara Belle, Anita Leonard, Stan Rhodes, Louis Prima)
9. There Never Was a Baby Like My Baby – 2:49 (Adolph Green, Betty Comden, Jule Styne)
10. Walking by the River – 2:28 (Una Mae Carlisle, Robert Sour)
11. Because of Rain – 3:12 (Nat King Cole, William Harrington, Ruth Pole)
12. Don't You Think I Ought to Know – 3:08 (William Johnson, Melvin Wettergreen)

## Musicisti
- Ella Fitzgerald - voce
- The Delta Rhythm Boys - traccia 1 (registrata nel 1946)
- Eddie Heywood Orchestra - traccia 2 (registrata nel 1947)
- Sonny Burke Orchestra - traccia 4 (registrata nel 1951)
- Sy Oliver Orchestra - traccia 5 (registrata nel 1951)
- The Day Dreamers - armonie vocali traccia 6 (registrata nel 1947)
- Johnny Long Orchestra - traccia 7 (registrata nel 1944)
- Leroy Kirkland Orchestra - traccia 10 (registrata nel 1952)
- Bob Haggart Orchestra - tracce 8 e 12 (registrate nel 1947)